# Eupeodes diminutus
Eupeodes diminutus är en tvåvingeart som först beskrevs av Matsumura 1918.  Eupeodes diminutus ingår i släktet fältblomflugor, och familjen blomflugor. Inga underarter finns listade i Catalogue of Life.